# FDGB-Bezirkspokal 1960
Im FDGB-Bezirkspokal der Saison 1960 wurden wie im Vorjahr Finalspiele in den einzelnen Bezirken ausgetragen, deren Sieger für den FDGB-Pokal 1961/62 teilnahmeberechtigt waren.

## Geschichte
Der Spielbetrieb in den 15 Bezirken wurde vom jeweiligen Bezirksfachausschuss (BFA) durchgeführt, in denen die Mannschaften unterhalb der drei höchsten Spielklassen (DDR-Oberliga, DDR-Liga und II. DDR-Liga) im Ligasystem auf dem Gebiet des Deutschen Fußball-Verbandes (DFV) spielberechtigt waren.
Keine Mannschaft konnte ihren Pokalsieg aus dem Vorjahr erfolgreich verteidigten, was Einheit Ueckermünde, Turbine Magdeburg und Einheit Kamenz durch Final-Niederlagen verpassten.
Das Double von Meisterschaft und Pokalsieg erreichte die SG Dynamo Erfurt.
Mit den Betriebssportgemeinschaften (BSG) Fortschritt Luckenwalde, Chemie Kahla, Aufbau Häselrieth und der Zweitvertretung von der SG Lichtenberg 47 gelang es vier unterklassigen Mannschaften (Bezirksklasse) den Pokal zu gewinnen.

## FDGB-Bezirkspokalendspiele
|                         | Bezirkspokalendspiele (Saison 1960) |
| Bezirk Rostock          | Sonntag, den 06. November 1960 in Barth BSG Motor Wismar II – BSG Einheit Greifswald III 2:1 |
| Bezirk Schwerin         | Sonntag, den 08. Januar 1961 in Grabow BSG CM Veritas Wittenberge II – SC Traktor Schwerin II 1:1 n. V. Wiederholungsspiel: Sonntag, den 15. Januar 1961 in Ludwigslust BSG CM Veritas Wittenberge II – SC Traktor Schwerin II 2:1 n. V. |
| Bezirk Neubrandenburg   | Sonntag, den 15. Januar 1961 in Torgelow SG Dynamo Löcknitz – BSG Einheit Ueckermünde 2:0 |
| Bezirk Potsdam          | Sonntag, den 18. Dezember 1960 in Wildau BSG Fortschritt Luckenwalde – SG Velten 1:1 n. V. Wiederholungsspiel: Sonntag, den 15. Januar 1961 in Babelsberg BSG Fortschritt Luckenwalde – SG Velten 1:1 n. V. → Losentscheid für Luckenwalde |
| Ost-Berlin              | Sonntag, den 08. Januar 1961 im kleinen Jahnstadion von Ost-Berlin vor 1.000 Zuschauern SG Lichtenberg 47 II – BSG Lokomotive Schöneweide 6:2 |
| Bezirk Frankfurt (Oder) | Sonntag, den 09. Oktober 1960 in Stalinstadt BSG Einheit Frankfurt/Oder – BSG Fortschritt Storkow 9:1 |
| Bezirk Magdeburg        | Freitag, den 07. Oktober 1960 in Haldensleben SG Dynamo Oschersleben – BSG Turbine Magdeburg 3:2 |
| Bezirk Halle            | Sonntag, den 18. Dezember 1960 in Querfurt BSG Stahl Helbra – BSG Aktivist Profen/Jaucha 5:0 |
| Bezirk Leipzig          | Sonntag, den 09. Oktober 1960 in Groitzsch vor 4.000 Zuschauern SG Zwenkau – BSG Motor Meuselwitz 2:0 |
| Bezirk Cottbus          | Sonntag, den 25. Dezember 1960 in Hoyerswerda BSG Aktivist BKK Lauchhammer – BSG Chemie Döbern 3:0 |
| Bezirk Dresden          | Sonntag, den 08. Januar 1961 in Großröhrsdorf BSG Lokomotive Dresden – BSG Einheit Kamenz 6:5 n. V. |
| Bezirk Karl-Marx-Stadt  | Sonntag, den 20. November 1960 in Stollberg/Erzgeb. BSG Motor Limbach-Oberfrohna – BSG Aufbau Aue-Bernsbach 2:0 |
| Bezirk Erfurt           | Freitag, den 07. Oktober 1960 in Eisenach SG Dynamo Erfurt – BSG Motor Gotha 1:1 – keine Verlängerung wegen Starkregen Wiederholungsspiel: Das Wiederholungsspiel wurde für Anfang Dezember in Waltershausen angesetzt. Wegen Schneeverwehungen hatte der Staffelleiter den Platz für unbespielbar erklärt und Gotha informiert, die darauf nicht anreisten. Der Schiedsrichter und Erfurt reisten an und der Unparteiische erklärte die SG Dynamo Erfurt zum Sieger. |
| Bezirk Gera             | Sonntag, den 11. Dezember 1960 in Pößneck BSG Chemie Kahla – BSG Motor Neustadt (Orla) 5:1 |
| Bezirk Suhl             | Sonntag, den 15. Januar 1961 in Themar BSG Aufbau Häselrieth – BSG Lokomotive Meiningen II 2:1 |